# Coscinia inquinata
Coscinia inquinata är en fjärilsart som beskrevs av Jules Pièrre Rambur 1866. Coscinia inquinata ingår i släktet Coscinia och familjen björnspinnare. Inga underarter finns listade i Catalogue of Life.